# Parque Maurício Sirotski Sobrinho
O Parque Maurício Sirotsky Sobrinho, também chamado de Parque da Harmonia, é um parque urbano da cidade brasileira de Porto Alegre, planejado e construído na administração do prefeito Guilherme Socias Villela (1975-1983). Localiza-se no bairro Praia de Belas e tem 65 hectares.
Contornado pelas avenidas Loureiro da Silva (Av. Perimetral), Augusto de Carvalho e Edvaldo Pereira Paiva (Av. Beira-Rio), o parque foi inicialmente chamado de Porto dos Casais e, depois, passou a denominar-se, pela lei municipal nº 5066 de 1981, Parque da Harmonia. Em 25 de março de 1987, pela lei municipal nº 5885, passou a chamar-se Parque Maurício Sirotsky Sobrinho, em homenagem ao fundador do grupo de comunicação Rede Brasil Sul (RBS).
A Estância da Harmonia, réplica de uma estância tipicamente gaúcha, está integrada ao parque.